# 東遂寧郡
东遂宁郡，中国南北朝时设置的郡。
南朝齐以遂宁郡改置东遂宁郡，属益州。《太平寰宇记》作南朝宋泰始五年（469年），治所在巴兴县（在今四川蓬溪县西南）。辖境相当今四川省遂宁市、大英县、蓬溪县及重庆市潼南区等地。下辖巴兴县、小广汉县、晋兴县、德阳县。南朝梁移治小广汉县（改名小溪县，即今四川遂宁市）。西魏夺取巴蜀，北周闵帝元年（557年）改为石山郡。